# 石怡潔
石怡潔（1973年1月2日—），臺灣新聞主播，東吳大學國際貿易學系、國立臺灣大學金融管理所（EMBA）畢業。現為八大第一台《1800八大民生新聞》主播、八大電視新聞部採訪中心主任。

## 學歷
- 臺北市立中山女子高級中學
- 東吳大學國際貿易學系
- 國立臺灣大學金融管理所（EMBA）

## 經歷
- 台北電視台（台北TV）記者、主播
- 環球電視黨政記者、主播、主持人
- 台視新聞記者、主播、主持人、製作人
- 八大電視主播、主持人、製作人、新聞部採訪中心副主任、新聞部採訪中心主任
- 國立教育廣播電台主持人

## 簡史
- 曾經先後在台北TV、環球電視擔任記者兼主播。
- 2000年
  - 加入台視新聞，擔任記者。
  - 隔年（2001年）開始先後播報《早安您好台視新聞》以及《午安您好台視新聞》，並於5月開始播報週末的《台視晚間新聞》。
- 2003年
  - 原台視當家主播廖筱君因為生產而告別主播台，隨後接任平日的《台視晚間新聞》播報工作，於2004年7月3日回任週末主播。
  - 擔任台視外購的韓國放送公社溫馨動畫《蜜蜜甜心派》代言人。
- 2007年
  - 10月26日，與台灣微軟業務代表陳詩灝結婚，辭去台視主播職務。[1]
  - 12月，加入八大電視新聞部，並於17日起，擔任八大第一台《GTV晚間新聞》主播，並且出任新聞部採訪中心副主任。[2]

## 曾任主播或主持人的節目
| 年份                           | 頻道             | 節目                             | 備註                                          |
| ------------------------------ | ---------------- | -------------------------------- | --------------------------------------------- |
| 1990年代後期                   | 環球電視         | 《環球財經現場》                 |                                               |
| 2001年3月12日－2001年6月15日   | 台視主頻         | 《早安您好台視新聞》             |                                               |
| 2001年                         | 台視主頻         | 《午安您好台視新聞》             |                                               |
| 2001年5月－2003年1月18日       | 台視主頻         | 《台視晚間新聞》                 | 週末主播，與李傳慧、談如芬、劉佳佳輪播        |
| 2002年12月7日－2003年1月18日   | 台視主頻         | 《夜來樂美麗》                   |                                               |
| 2003年－2007年                 | 台視主頻         | 《維也納新年音樂會戶外轉播》     |                                               |
| 2003年1月20日－2004年6月26日   | 台視主頻         | 《台視晚間新聞》                 | 平日主播                                      |
| 2004年3月20日                  | 台視主頻         | 《2004總統選舉開票特別報導》     | 與李偉國搭檔                                  |
| 2004年7月3日－2007年8月12日    | 台視主頻         | 《台視晚間新聞》                 | 週末主播                                      |
| 2004年12月11日                 | 台視主頻         | 《93立委選舉開票特別報導》       | 與蘇逸洪搭檔                                  |
| 2005年12月3日                  | 台視主頻         | 《2005縣市長選舉開票特別報導》   | 與蘇逸洪搭檔                                  |
| 2007年8月13日─2007年10月       | 台視財經台       | 《財經晚報》                     |                                               |
| 2007年12月17日－2011年10月14日 | 八大第一台       | 《GTV晚間新聞》                  |                                               |
| 2008年1月12日                  | 八大第一台       | 《一一三新國會》                 | 2008年立委選舉開票特別報導                    |
| 2008年3月22日                  | 八大第一台       | 《新總統新台灣》                 | 2008年總統選舉開票特別報導                    |
| 2008年5月20日                  | 八大第一台       | 《新台灣新總統》                 | 2008年總統就職典禮特別節目                    |
| 2009年2月－2011年9月23日       | 八大第一台       | 《1600整點新聞》                 |                                               |
| 2010年8月16日－2014年9月12日   | 八大第一台       | 《感動石客》                     |                                               |
| 2011年9月26日－2014年6月27日   | 八大第一台       | 《點石成金》                     | 兼任製作人                                    |
| 2014年3月17日－2016年5月20日   | 八大第一台       | 《GTV晚間新聞》                  | 2015年6月23日起平日改名為《黃金六點晚間新聞》 |
| 2015年10月5日－2016年5月13日   | 八大第一台       | 《gogo講客話》第一季             | 兼任製作人，與徐敏華搭檔主持                  |
| 2016年7月16日－2017年9月23日   | 八大第一台       | 《新聞交叉點》                   | 兼任製作人                                    |
| 2016年10月31日－2018年8月3日   | 八大第一台       | 《黃金六點晚間新聞》             |                                               |
| 2016年11月12日                 | 八大第一台       | 《寶島低音歌王－郭金發懷念特輯》 | 與翁立友搭檔主持                              |
| 2018年2月26日－2018年11月30日  | 八大第一台       | 《gogo講客話》第三季             | 與徐敏華、陳明珠輪流主持                      |
| 2018年8月6日－至今             | 八大第一台       | 《1800八大民生新聞》             |                                               |
| 2019年10月7日－2019年10月18日  | 八大綜合台       | 《開客READY GO！》波士頓篇       | 與巫宗翰搭檔主持                              |
| 2019年11月4日－2019年11月15日  | 八大綜合台       | 《開客READY GO！》溫哥華篇       | 與巫宗翰搭檔主持                              |
| 2018年10月5日－至今            | 國立教育廣播電台 | 《幸福密碼》                     | 僅主持10~12月第四季節目                       |

## 活動主持
- 吳修齊紀念雙親文教基金會大孝獎頒獎典禮主持人
- 呂秀蓮副總統《送愛到印度》慈善音樂會主持人
- 法鼓山《珍惜生命專線系列》活動主持人
- 中華民國中小企業協會優良廠商頒獎典禮主持人
- 法鼓山《這裡有幸福─心世紀倫理對談》活動主持人
- 《我家是戰國》首映會主持人[3]
- 第15屆 2020「愛心獎」頒獎典禮台北場主持人[4]
- 第16屆 2021「愛心獎」頒獎典禮台北場主持人

## 著作
| 年份          | 書名           | 作者           | 出版社             | ISBN               |
| ------------- | -------------- | -------------- | ------------------ | ------------------ |
| 2016年6月15日 | 《主播美食報》 | 石怡潔、徐敏華 | 四塊玉文創有限公司 | ISBN 9789865661717 |

## 電視劇演出
- 2003年：台視《美夢成真》飾演 主播[5]
- 2019年：台視、八大《我是顧家男》飾演 電視主播[6]

## 外部連結
- 石怡潔。一姊的小日子的Facebook專頁
- 石怡潔。一姊的小日子的Instagram帳戶

| 前任： 廖筱君 2001年1月1日－2003年1月17日 | 《台視晚間新聞》主播 2003年1月20日－2004年6月26日 | 繼任： 李偉國、劉麗惠 2004年6月28日－2004年10月22日 |